# Tour de Alta Austria
El Tour de Alta Austria (oficialmente: Oberösterreich-Rundfahrt) es una carrera ciclista profesional por etapas austriaca que se disputa en el estado de Alta Austria, a mediados del mes de junio.
Se comenzó a disputar en 2010 formando parte del UCI Europe Tour, dentro de la categoría 1.2 (última categoría del profesionalismo).
Siempre ha tenido 3 etapas comenzando en Linz.
Está organizada por la Federación de Alta Austria de Ciclismo.

## Palmarés
| Año                       | Ganador           | Segundo           | Tercero                |           |
| ------------------------- | ----------------- | ----------------- | ---------------------- | --------- |
| 2001                      | Philippe Gilbert  |                   |                        |           |
| 2002                      | Stefan Rucker     |                   |                        |           |
| 2003                      | Thomas Dekker     |                   |                        |           |
| 2004                      | Martin Riška      |                   |                        |           |
| 2005                      | Paul Crake        |                   |                        |           |
| 2006                      | Markus Eibegger   |                   |                        |           |
| 2007                      | Marcel Siegfried  |                   |                        |           |
| 2008                      | Markus Eibegger   |                   |                        |           |
| 2009                      | Raymond Künzli    |                   |                        |           |
| 2010                      | Leopold König     | Stanislav Kozubek | Kristijan Đurasek      |           |
| 2011                      | Petr Benčík       | Erik Hoffmann     | Reto Hollenstein       |           |
| 2012                      | Robert Vrečer     | Martin Schöffmann | Riccardo Zoidl         |           |
| 2013                      | Riccardo Zoidl    | Markus Eibegger   | Jakub Kratochvíla      |           |
| 2014                      | Patrick Konrad    | Gregor Mühlberger | Paweł Cieślik          |           |
| 2015                      | Gregor Mühlberger | Marcel Meisen     | Víctor de la Parte     |           |
| 2016                      | Stephan Rabitsch  | Nick Schultz      | Markus Eibegger        |           |
| 2017                      | Stephan Rabitsch  | Riccardo Zoidl    | Markus Eibegger        |           |
| 2018                      | Stephan Rabitsch  | Riccardo Zoidl    | Patrick Schelling      |           |
| 2019                      | Jannik Steimle    | Stephan Rabitsch  | Markus Hoelgaard       |           |
| 2020 edición no realizada |                   |                   |                        |           |
| 2020                      | cancelada         | cancelada         | cancelada              | cancelada |
| 2021                      | Alexis Guérin     | Riccardo Zoidl    | Michal Schlegel        |           |
| 2022                      | Rainer Kepplinger | Alexis Guérin     | Johannes Staune-Mittet |           |
| 2023                      | Luca Vergallito   | Óscar Cabedo      | Martin Messner         |           |
| 2024                      | Adrien Maire      | Riccardo Zoidl    | Aaron Dockx            |           |

## Palmarés por países
| País            | Victorias |
| --------------- | --------- |
| Austria         | 10        |
| Suiza           | 2         |
| República Checa | 2         |
| Francia         | 2         |
| Bélgica         | 1         |
| Países Bajos    | 1         |
| Eslovaquia      | 1         |
| Australia       | 1         |
| Eslovenia       | 1         |
| Alemania        | 1         |
| Italia          | 1         |
| México          | 1         |